# John Pyper-Ferguson
John Pyper-Ferguson, noto anche con i nomi d'arte John Ferguson e John Pyper Ferguson (Mordialloc, 27 febbraio 1964), è un attore canadese.
È apparso in un gran numero di film e spettacoli televisivi. Tra i suoi lavori più importanti spiccano la sua parte nei panni di Sonny Hamilton in Hamilton's Quest, Peter Hutter in Le avventure di Brisco County Jr., e Joe Whedon in Brothers & Sisters - Segreti di famiglia. Ha anche interpretato Tomas Vergis nella serie televisiva fantascientifica Caprica.

## Gioventù
John Pyper-Ferguson è nato a Mordialloc, Victoria (Australia), figlio della nuotatrice olimpica Kathleen (nata MacNamee) e Richard Ferguson. Dopo un breve periodo nel suo luogo di nascita, lui si è trasferito a Vancouver (Canada) dove è stato cresciuto dai suoi genitori. Ha frequentato la Handsworth Secondary School e successivamente ha terminato con successo alla University of Alberta una laurea triennale in recitazione.

## Carriera
Pyper-Ferguson ha iniziato la sua carriera di attore nel programma per la prima serata Hamilton's Quest (1986) nei panni di Sonny Hamilton. Questa sua prima interpretazione gli ha aperto i cancelli di Hollywood portandolo a partecipare a film di non poca importanza e in concomitanza ha avuto diversi ruoli come ospite in diverse serie e film per la televisione che hanno aiutato a consolidare positivamente la sua fama di attore.
Tra le varie serie si segnalano , dal 1993 al 1994, la sua partecipazione ricorrente nella serie Le avventure di Brisco County Jr. nei panni di Pete Hutter. Un ruolo significativo nella sua carriera è stato anche quello nei panni di Brian Cullen in Highlander (1994), per il quale ha ottenuto una nomination per i Gemini Awards per la Migliore interpretazione di un attore ospite in una serie drammatica.

## Filmografia

### Cinema
- Prom Night II - Il ritorno (Hello Mary Lou: Prom Night II), regia di Bruce Pittman (1987)
- Chi c'è in fondo a quella scala... (Pin), regia di Sandor Stern (1988)
- Bye Bye Blues, regia di Anne Wheeler (1989)
- Ski school - scuola di sci (Ski School), regia di Damian Lee (1990)
- Due nel mirino (Bird on a Wire), regia di John Badham (1990)
- Showdown at Williams Creek, regia di Allan Kroeker (1991)
- Istantanea dell'assassino (Killer Image), regia di David Winning (1992)
- Gli spietati (Unforgiven), regia di Clint Eastwood (1992)
- Frequenze pericolose (Stay Tuned), regia di Peter Hyams (1992)
- Per amore e per vendetta (Love, Cheat & Steal), regia di William Curran (1993)
- Every Breath, regia di Steve Bing (1994)
- Gli scorpioni (Roadflower), regia di Deran Sarafian (1994)
- Frank e Jesse (Frank and Jesse), regia di Robert Boris (1995)
- Hard Core Logo, regia di Bruce McDonald (1996)
- Somebody Is Waiting, regia di Martin Donovan (1996)
- Space Marines, regia di John Weidner (1997)
- La mia flotta privata (McHale's Navy), regia di Bryan Spicer (1997)
- Drive - Prendetelo vivo (Drive), regia di Steve Wang (1997)
- In ricchezza e in povertà (For Richer or Poorer), regia di Bryan Spicer (1997)
- I'll Take You There, regia di Adrienne Shelly (1999)
- Lonesome, regia di Elke Rosthal (2001)
- Pearl Harbor, regia di Michael Bay (2001)
- Betraying Reason, regia di Lili Shad (2003)
- Black Dawn - Tempesta di fuoco (Black Dawn), regia di Alexander Gruszynski (2005)
- She's the Man, regia di Andy Fickman (2006)
- X-Men - Conflitto finale (X-Men - The Last Stand), regia di Brett Ratner (2006)
- Hungry Hills, regia di Rob King (2009)
- Tekken, regia di Dwight H. Little (2010)
- Die, regia di Domenico Salvaggio (2010)
- Score: A Hockey Musical, regia di Michael McGowan (2010)
- Conviction, regia di Tony Goldwyn (2010)
- Drive, regia di Nicolas Winding Refn (2011)
- Born to Race, regia di Alex Ranarivelo (2011)
- Wolves, regia di David Hayter (2014)
- The Remaining - Il giorno è giunto (The Remaining), regia di Casey La Scala (2014)

### Televisione
- L'amico Gipsy – serie TV, episodio 1x09 (1979)
- American Harvest – film TV (1987)
- Night Heat – serie TV, episodio 3x20 (1987)
- Poliziotto a 4 zampe (Katts and Dog) – serie TV, episodio 1x01 (1988)
- La guerra dei mondi (War of the Worlds) – serie TV, episodio 1x18 (1989)
- I quattro della scuola di polizia (21 Jump Street) – serie TV, 2 episodi (1990)
- Neon Rider – serie TV, 2 episodi (1990-1991)
- Bordertown – serie TV, 2 episodi (1990-1991)
- MacGyver – serie TV, episodio 6x13 (1991)
- Il commissario Scali (The Commish) – serie TV, episodio 1x19 (1992)
- Pagati per combattere (Lightning Force) – serie TV, episodio 1x24 (1992)
- Star Trek: The Next Generation – serie TV, episodio 6x08 (1992)
- Indagini pericolose (Bodies of Evidence) – serie TV, episodio 2x02 (1993)
- Walker Texas Ranger (Walker, Texas Ranger) – serie TV, episodio 2x09 (1993)
- Le avventure di Brisco County Jr. (The Adventures of Brisco County, Jr.) – serie TV, 7 episodi (1993-1994)
- Highlander – serie TV, episodio 3x06 (1994)
- Viper – serie TV, 2 episodi  (1994-1998)
- Children of the Dust – miniserie TV (1995)
- The Watcher – serie TV, episodio 1x03 (1995)
- Vanishing Son – serie TV, episodio 1x11 (1995)
- Legend – serie TV, episodio 1x05 (1995)
- Il cliente (The Client) – serie TV, episodio 1x06 (1995)
- X-Files (The X-Files) – serie TV, 3 episodi (1995-1997)
- Trappola al centro della Terra – film TV (1996)
- Nash Bridges – serie TV, 2 episodi (1996-1998)
- Sentinel (The Sentinel) – serie TV, episodio 2x22 (1997)
- Millennium – serie TV, 2 episodi (1997-1998)
- Poltergeist (Poltergeist: The Legacy) – serie TV, 2 episodi (1997-1998)
- The Tempest, regia di Jack Bender – film TV (1998)
- Il corvo (The Crow: Stairway to Heaven) – serie TV, 4 episodi (1998-1999)
- Harsh Realm – serie TV, episodio 1x02 (1999)
- Jack & Jill – serie TV, 4 episodi (1999-2001)
- Arli$$ – serie TV, episodio 5x05 (2000)
- E.R. - Medici in prima linea (ER) – serie TV, episodio 7x05 (2000)
- CSI - Scena del crimine (CSI: Crime Scene Investigation) – serie TV, 2 episodi (2000-2010)
- The Huntress – serie TV, 3 episodi (2000-2001)
- The Guardian – serie TV, episodio 1x03 (2001)
- Giudice Amy (Judging Amy) – serie TV, episodio 3x07 (2001)
- Sotto pressione (Cabin Pressure) – film TV (2002)
- In tribunale con Lynn (Family Law) – serie TV, episodio 3x16 (2002)
- 24 – serie TV, episodio 3x05 (2003)
- Jeremiah – serie TV, 6 episodi (2003-2004)
- Un angelo in famiglia – film TV (2004)
- The Division – serie TV, episodio 4x13 (2004)
- Smallville – serie TV, episodio 4x11 (2005)
- CSI: Miami – serie TV, episodio 3x14 (2005)
- The Closer – serie TV, episodio 1x03 (2005)
- Killer Instinct – serie TV, episodio 1x02 (2005)
- Battlestar Galactica – serie TV, 2 episodi (2005-2006)
- Night Stalker – serie TV, 3 episodi (2005-2006)
- For the Love of a Child – film TV (2006)
- In Justice – serie TV, episodio 1x10 (2006)
- Brothers & Sisters - Segreti di famiglia (Brothers & Sisters) – serie TV, 28 episodi (2006-2007)
- Everest – miniserie TV (2007)
- I signori del rum (Cane) – serie TV, 3 episodi (2007)
- The L Word – serie TV, episodio 5x03 (2008)
- Cold Case - Delitti irrisolti (Cold Case) – serie TV, episodio 5x16 (2008)
- Fear Itself – serie TV, episodio 1x08 (2008)
- Terminator: The Sarah Connor Chronicles – serie TV, episodio 2x15 (2009)
- Bones – serie TV, episodio 4x18 (2009)
- Mental – serie TV, episodio 1x05 (2009)
- Lie to Me – serie TV, episodio 2x02 (2009)
- Flashpoint – serie TV, episodio 2x15 (2009)
- Castle – serie TV, episodio 3x08 (2010)
- Rookie Blue – serie TV, episodio 1x04 (2010)
- White Collar – serie TV, episodio 2x05 (2010)
- Dark Blue – serie TV, episodio 2x05 (2010)
- Criminal Minds – serie TV, episodio 5x13 (2010)
- Lost – serie TV, 2 episodi (2010)
- Caprica – serie TV, 6 episodi (2010)
- Hellcats – serie TV, episodio 1x22 (2011)
- Fringe – serie TV, episodio 4x02 (2011)
- Alphas – serie TV, 10 episodi (2011-2012)
- Battlestar Galactica: Blood & Chrome – film TV (2012)
- Hannah's Law – film TV (2012)
- Less Than Kind – serie TV, 3 episodi (2012)
- Il socio (The Firm) – serie TV, episodio 1x11 (2012)
- Longmire – serie TV, episodio 1x08 (2012)
- Grimm – serie TV, episodio 2x03 (2012)
- C'era una volta (Once Upon a Time) – serie TV, episodio 2x17 (2013)
- Deception – serie TV, 5 episodi (2013)
- Motive – serie TV, episodio 1x08 (2013)
- Burn Notice - Duro a morire (Burn Notice) – serie TV, 6 episodi (2013)
- The Last Ship – serie TV, 26 episodi (2014-2018)
- Suits – serie TV, 13 episodi (2015-2018)
- American Horror Story – serie TV, episodio 6x03 (2016)
- Agents of S.H.I.E.L.D. – serie TV, 3 episodi (2017)
- Regina del Sud (Queen of the South) – serie TV, 4 episodi (2017)
- The 100 – serie TV, 11 episodi (2017-2020)
- The Blacklist – serie TV, episodio 7x04 (2019)
- The Rookie: Feds – serie TV, episodio 1x08 (2022)
- Casa Grande – serie TV, 5 episodi (2023)

## Doppiatori italiani
Nelle versioni in italiano delle opere in cui ha recitato, John Pyper-Ferguson è stato doppiato da:
- Roberto Draghetti in E.R. - Medici in prima linea, Tekken, Fear Itself, Agents of S.H.I.E.L.D., Regina del Sud
- Alberto Angrisano in Black Dawn - Tempesta di fuoco, Brothers & Sisters - Segreti di famiglia, Burn Notice - Duro a morire, The Blacklist
- Stefano Benassi in Millennium, The Closer, C'era una volta
- Pasquale Anselmo in Flashpoint, Criminal Minds, The Last Ship
- Francesco Prando in X-Files (ep. 5x06-5x07), The 100
- Vittorio Guerrieri in Smallville, Castle
- Davide Marzi in Bones, White Collar
- Luca Ward in Lie to Me, Suits
- Angelo Maggi in Alphas, Longmire
- Danilo De Girolamo in Le avventure di Brisco Country Jr
- Giorgio Bonino in Drive - Prendetelo vivo
- Marco Bolognesi in X-Files (ep. 2x22)
- Massimo Lodolo in Sentinel
- Riccardo Rossi in C.S.I. - Scena del crimine (ep. 1x01)
- Gaetano Varcasia in CSI - Scena del crimine (ep. 10x17)
- Vladimiro Conti in CSI: Miami
- Edoardo Nordio in Battlestar Galactica
- Christian Iansante in Cold Case - Delitti Irrisolti
- Franco Mannella in Mental
- Massimiliano Virgilii in Fringe
- Massimo Rossi in Motive
- Paolo Buglioni in The Remaining - Il giorno è giunto
- Roberto Certomà in American Horror Story